# گروسگلوکنر
گروسگلوکنر (آلمانی: Großglockner ) با ۳٬۷۹۸ متر ارتفاع از سطح دریا، بلندترین کوه اتریش است. این کوه در شرق گذرگاه برنر در آلپ واقع شده است. یخچال پاسترتسه که گسترده‌ترین یخچال طبیعی اتریش است در این کوه قرار گرفته است.
قله این کوه به شکل هرم بوده و از دو بلندی تشکیل شده است: گروسگلوکنر (Groß در زبان آلمانی به معنای بزرگ است) و کلاینگلوکنر با ارتفاع ۳٬۷۷۰ متر (klein در زبان آلمانی به معنای کوچک است).

## جغرافیا

### موقعیت

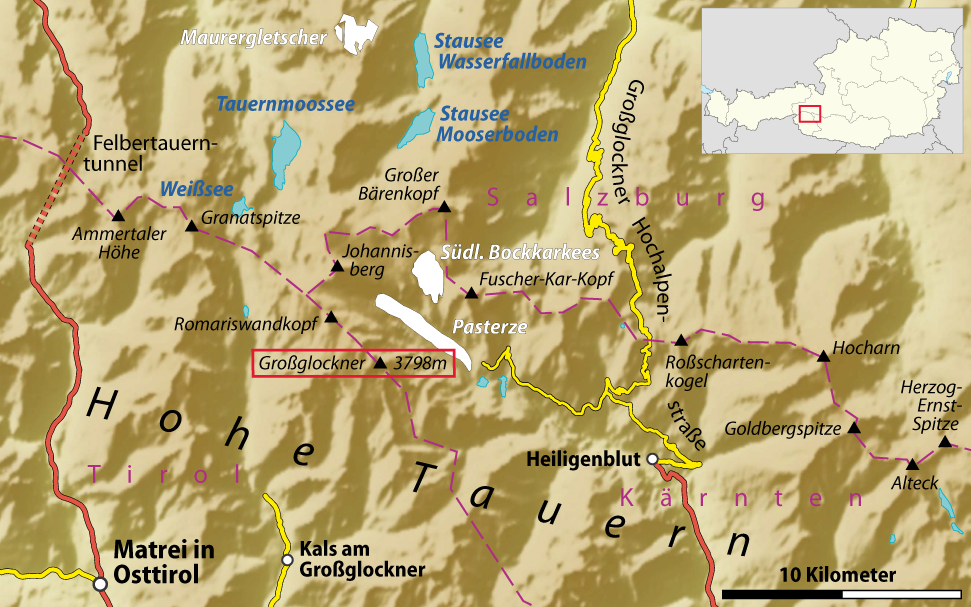
گروسگلوکنر و نواحی اطراف آن

گروسگلوکنر در مرز ایالتهای کرنتن و تیرول (تیرول شرقی) اتریش واقع شده است. قله آن بخشی از یال گلوکنرکام در گروه گلوکنر است. ناحیه دور کوه از سال ۱۹۸۶ میلادی یک منطقه حفاظت‌شده درون پارک ملی تاورن بوده است.
گستره دید از پناهنگاه گروسگلوکنر یکی از بیشترینها در میان کوه‌های آلپ شرقی است که به بیش از ۲۲۰ کیلومتر می‌رسد و سطحی به مساحت ۱۵۰ هزار کیلومتر مربع از زمین را شامل می‌شود.

### مکان‌شناسی

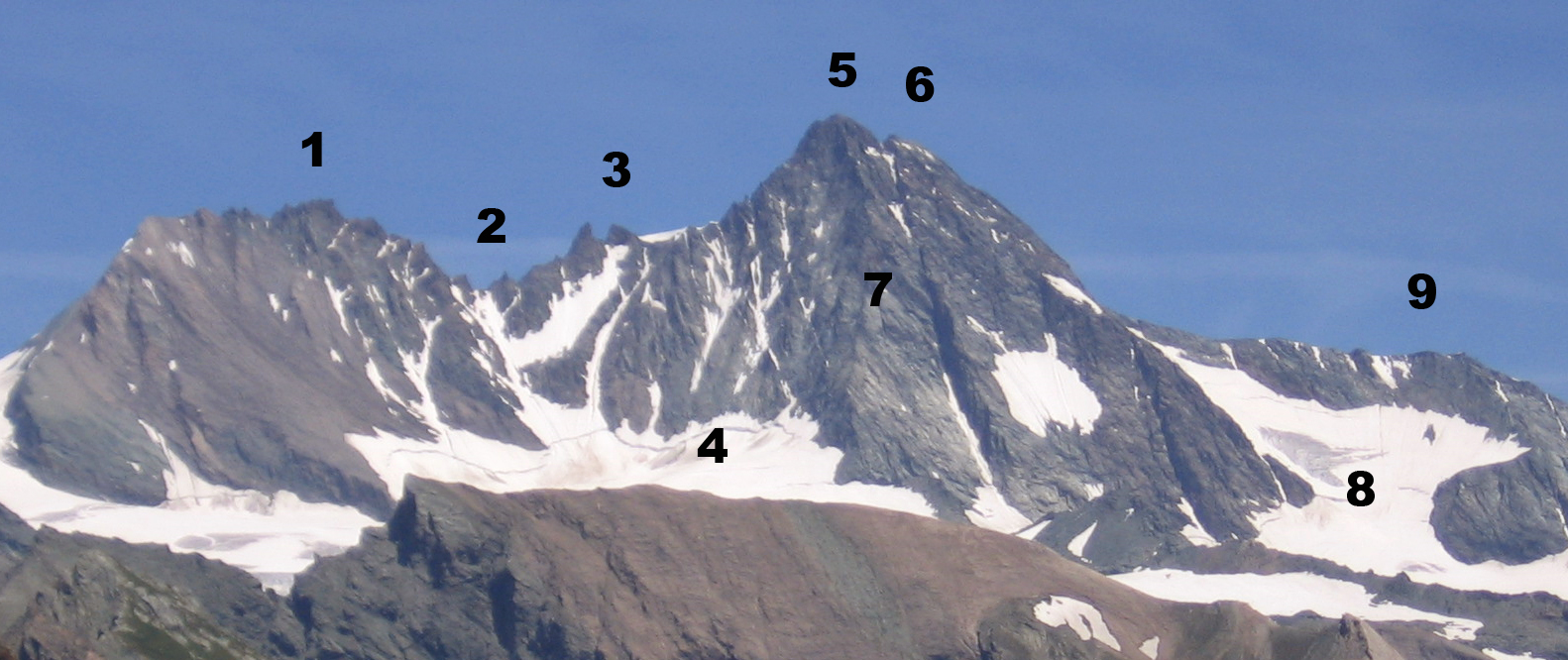
نمای کوه از جنوب غربی: ۵) گروسگلوکنر، ۶) کلاینگلوکنر

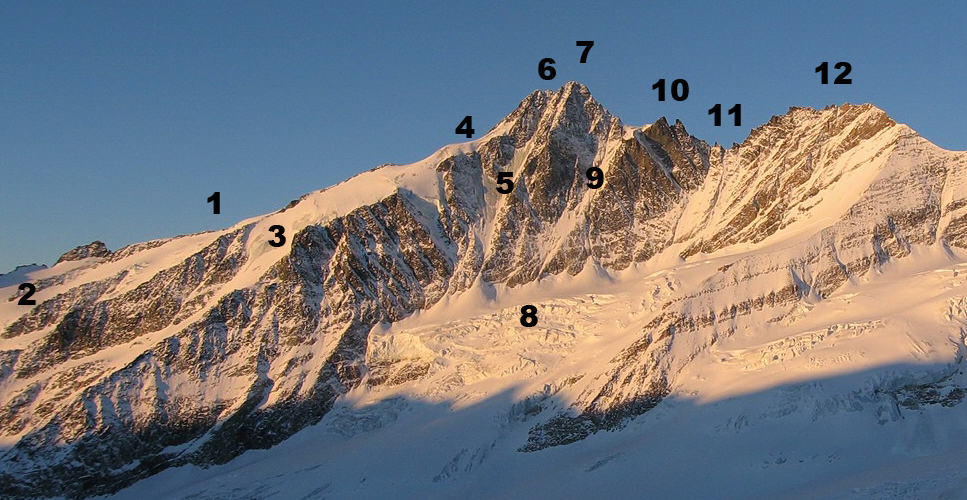
نمای کوه از شمال شرقی: ۶) کلاینگلوکنر، ۷) گروسگلوکنر

قله گروسگلوکنر، با توجه به ارتفاع زیادش و یخبندان‌های شدید، اغلب با کوه‌های آلپ غربی مقایسه می‌شود. قله اصلی همراه با قله کوتاه‌تر به نام کلاینگلوکنر در جنوب غربی‌اش یک قله دوقلو را تشکیل می‌دهد. دیدگاه‌های متفاوتی وجود دارد که آیا کلاینگلوکنر یک زیر قله است یا یک قله جداگانه و مستقل. در ادبیات کوهنوردی به دلیل مسیر صعود جداگانه کلاینگلوکنر، آن را یک قله جداگانه در نظر می‌گیرند.

## تاریخچه
تاریخچه صعود به قله با دانشمند طبیعتگرای فرانسوی، بلسازار هاکو آغاز شد. او که استاد کالبدشناسی دانشگاه لیوبلیانا بود، از ۱۷۷۹ تا ۱۷۸۱ به آلپ شرقی سفر کرد و در ۱۷۸۳ میلادی یک سفرنامه منتشر کرد که در آن کوه گلوکنر را توصیف کرده و نوشته بود که تاکنون کسی از آن بالا نرفته است. او بلندای کوه را ۳٬۷۹۳ متر تخمین زده و یک نقاشی حکاکی از گروسگلوکنر برجای گذاشت که نخستین تصویر شناخته شده از کوه است.

### نخستین صعود
با الهام از کتاب هاکو و نخستین صعود مون‌بلان در ۱۷۸۶، یک شاهزاده-اسقف به نام فرانتس خاویر سالم همراه با دو نفر دیگر دست به اقداماتی برای صعود گروسگلوکنر زد. آنها مسیری را انتخاب کردند که کمترین میزان یخ را داشت و احتمالاً توانستند در ۲۳ ژوئیه ۱۷۹۹ کلاینگلوکنر را فتح کنند.
یک ماه بعد اقدامات ادامه یافت و یک پناهگاه هم ساخته شد. همچنین مسیر هموار گردید تا اسقف بتواند با اسب از آن عبور کند. ۳۰ نفر در این هیئت حضور داشتند که نخستین تلاش آنها به دلیل هوای بد با شکست مواجه شد؛ ولی در ۲۵ اوت ۱۷۹۹ پنج نفر توانستند دوباره به کلاینگلوکنر صعود کنند و یک صلیب را در آنجا نصب کردند که بخشی از اهداف هیئت کلیسا بود.
در ۲۸ ژوئیه ۱۸۰۰، یک هیئت ۶۲ نفره به کوه اعزام شدند. آنها مسیری را در دل برف ایجاد کردند و ریسمان‌های ثابتی را نیز نصب نمودند. یک پناهگاه دیگر نیز ساختند. به گفته کشیش، فرانتس یوزف هوراش، تنها پنج نفر از آنها توانستند به گروسگلوکنر صعود کنند.

## نگارخانه

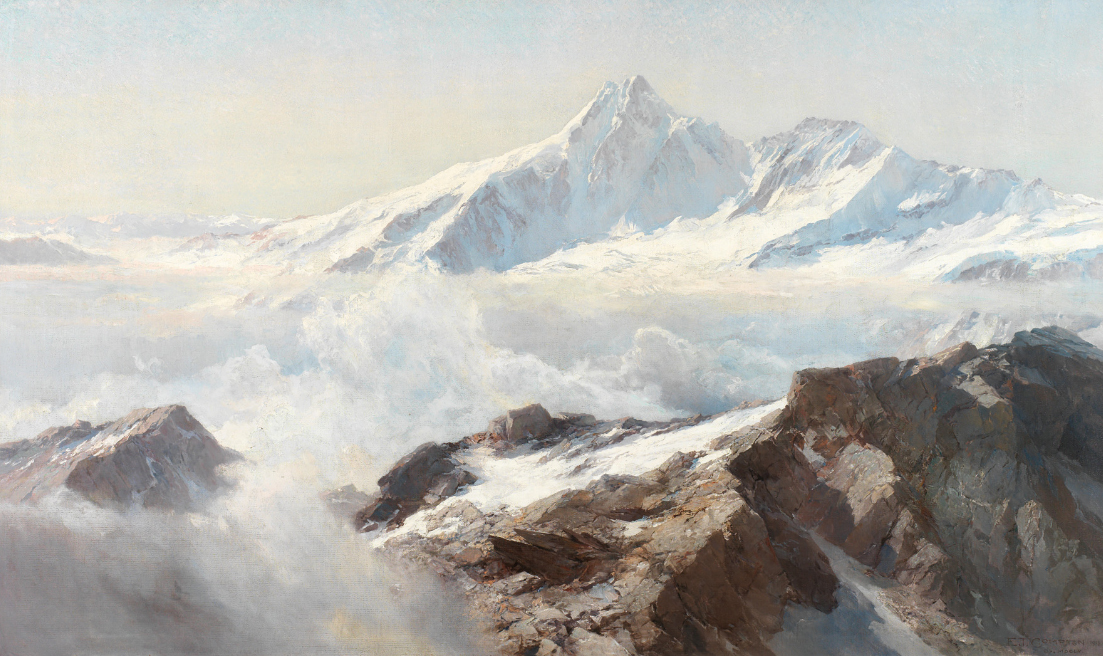
نقاشی گروسگلوکنر از ادوارد تئودور کامپتون، ۱۹۱۸
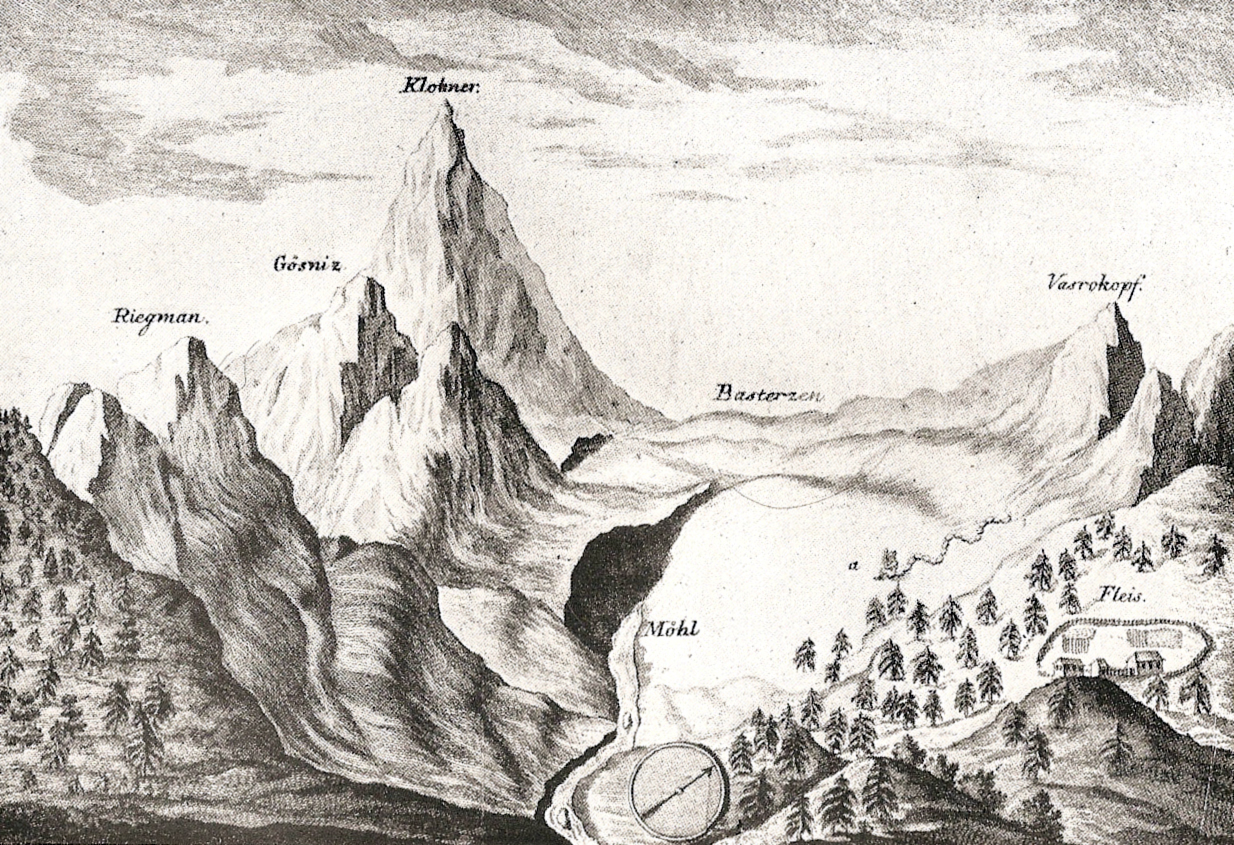
نقاشی دانشمند فرانسوی، بلسازار هاکو به سال ۱۷۸۲